# 담즙색소
담즙색소(膽汁色素, 영어: bile pigment) 또는 빌린(영어: bilin)은 담즙(쓸개즙)의 구성 성분으로 빌리루빈, 빌리베르딘 등이 있다. 담즙과 함께 장관 내로 분비되어 대변 특유의 색상을 나타낸다.

## 같이 보기
- 빌리루빈
- 빌리베르딘
- 피코빌린
- 스테르코빌린
- 유로빌린